# Corynorhinus townsendii
L'orecchione di Townsend (Corynorhinus townsendii  Cooper, 1837) è un pipistrello della famiglia dei Vespertilionidi diffuso nell'America settentrionale.

## Descrizione

### Dimensioni
Pipistrello di piccole dimensioni, con la lunghezza totale tra 96 e 110 mm, la lunghezza dell'avambraccio tra 42 e 47 mm, la lunghezza della coda tra 42 e 52 mm, la lunghezza del piede tra 11 e 12 mm, la lunghezza delle orecchie tra 30 e 39 mm, un'apertura alare fino a 31,9 cm e un peso fino a 12 g.

### Aspetto
La pelliccia è lunga e soffice. Le parti dorsali sono bruno-grigiastre, mentre le parti ventrali sono marroni o giallo-brunastre con la base dei peli grigia o brunastra. Il muso è corto con due grosse masse ghiandolari elevate sui lati del muso. Gli occhi sono piccoli. Le orecchie sono enormi, con l'estremità arrotondata ed unite alla base anteriore da una membrana. Il trago è sottile, lungo circa la metà del padiglione auricolare e con l'estremità arrotondata. Le membrane alari sono marroni scure, sottili e delicate e attaccate posteriormente alla base delle dita dei piedi, le cui dita sono leggermente ricoperte di peli. La coda è molto lunga ed è completamente inclusa nell'ampio uropatagio. Il calcar è privo di carenatura. Il cariotipo è 2n=32 FNa=50.

### Ecolocazione
Emette ultrasuoni a bassa intensità attraverso le narici sotto forma di impulsi a frequenza modulata iniziale di 90 kHz e finale di 20 kHz.

## Biologia

### Comportamento

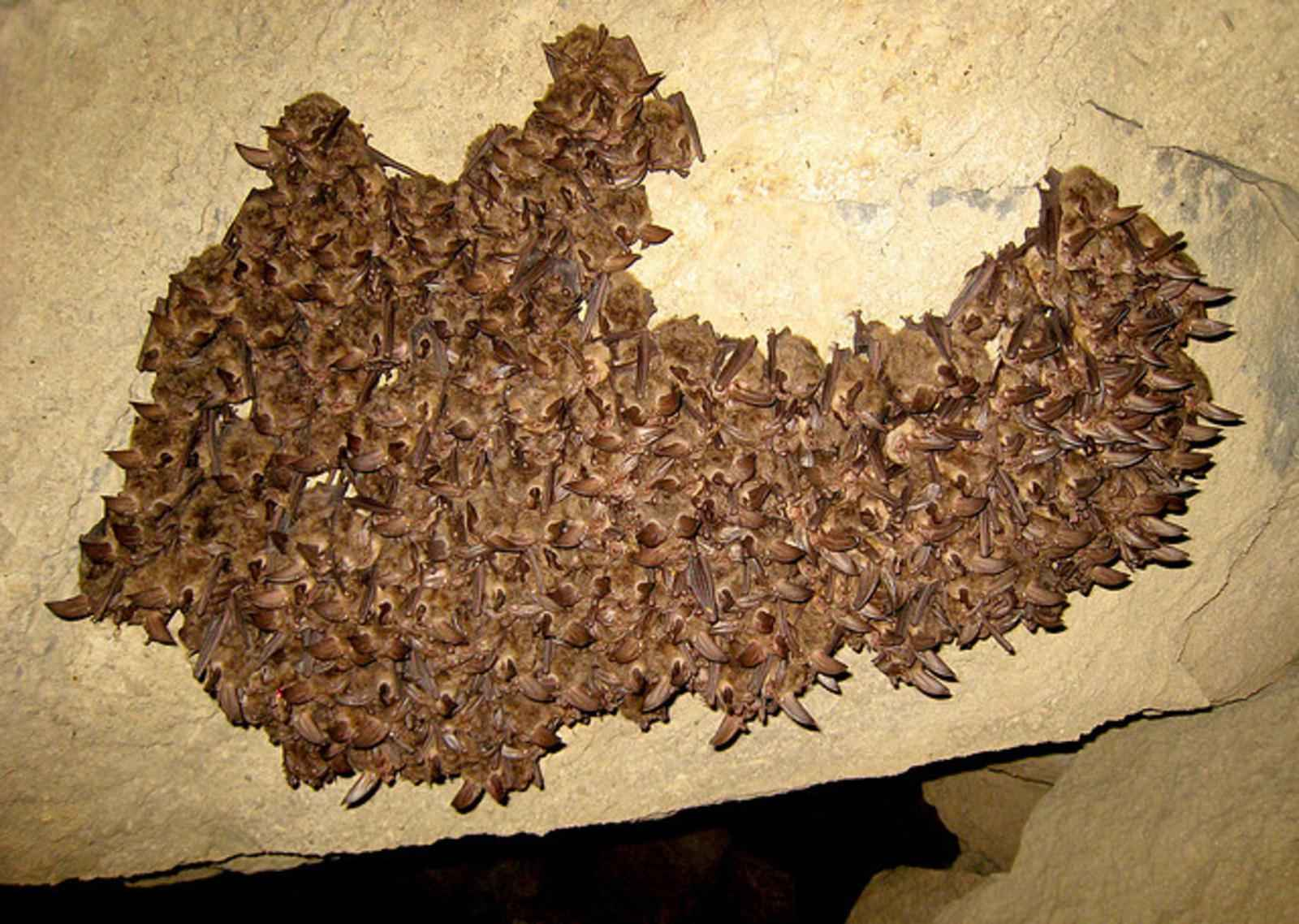
Individui in ibernazione all'interno di una grotta in Virginia

Si rifugia singolarmente o in piccoli gruppi all'interno di grotte, nella zona di penombra, edifici e fessure rocciose. Forma vivai in primavera ed estate nelle zone più calde dei rifugi. Durante questo periodo i maschi vivono solitariamente. L'attività predatoria inizia tardi la sera e termina poco prima dell'alba. Entra in ibernazione nei periodi più freddi. Il volo è lento ed altamente manovrato.

### Alimentazione
Si nutre di insetti, particolarmente lepidotteri, catturati sopra la vegetazione in spazi aperti.

### Riproduzione
Gli accoppiamenti avvengono in autunno, la fertilizzazione è ritardata fino a primavera, mentre l'ovulazione avviene quando le femmine escono dall'ibernazione. Danno alla luce un piccolo alla volta a fine giugno dopo una gestazione che varia dai 56 ai 100 giorni. L'aspettativa di vita è di circa 16 anni.

## Distribuzione e habitat
Questa specie è diffusa nell'America settentrionale dalla Columbia Britannica meridionale attraverso tutti gli Stati Uniti d'America occidentali fino allo stato messicano di Oaxaca. Due popolazioni disgiunte sono presenti nella parte centrale e centro-orientale degli Stati Uniti d'America.
Vive nelle foreste di conifere, boschi, boschi decidui ripariali, boscaglie semi-desertiche e montane.

## Tassonomia
Sono state riconosciute 5 sottospecie:
- C.t.townsendii: Coste occidentali della Columbia Britannica sud-occidentale, Washington, Oregon e California;
- C.t.australis (Handley, 1955): dal Kansas sud-occidentale, Oklahoma e Texas occidentali attraverso tutto il Messico centrale fino allo stato di Oaxaca;
- C.t.ingens (Handley, 1955): Altopiano d'Ozark, negli stati dell'Oklahoma orientale, Arkansas nord-occidentale e Missouri sud-occidentale;
- C.t.pallescens (Miller, 1897): dalla Columbia Britannica centrale, Washington, Oregon e California orientali fino al Dakota del Sud, Colorado e Nuovo Messico a est e lo stato messicano di Sonora a sud;
- C.t.virginianus (Handley, 1955): Virginia Occidentale, Kentucky orientale e Virginia occidentale.

## Conservazione
La IUCN Red List, considerato il vasto areale, la popolazione presumibilmente numerosa e la presenza in diverse aree protette, classifica C.townsendii come specie a rischio minimo (Least Concern)).